# Brigitte Wolf
Pour les articles homonymes, voir Wolf.
Brigitte Wolf, née le 7 mai 1967, est une sportive suisse de course d'orientation et de ski-alpinisme et une personnalité politique membre des Verts.

## Biographie
Née dans le canton de Zurich, elle effectue sa scolarité dans le canton des Grisons dont elle est originaire. En 2003, elle poursuit des études universitaires à Zurich où elle obtient une licence en Biologie tout en menant sa carrière de sportive d’élite. À partir de 2005, elle s'installe dans le Haut-Valais et s'investit dans des projets hors de la compétition sportive. Elle devient présidente de FAUNA-VS jusqu'en 2007, chargée d'affaires à partir de 2004 pour la Communauté de Travail suisse pour la Forêt (CTF), prend la responsabilité en 2006 pour le Haut-Valais de l'Association Transports et Environnement (ATE) et en 2009 devient porte-parole du Parc Naturel du Binntal. 

## Parcours politique
Elle est députée suppléante au Grand Conseil à Bitsch du 1er janvier 2004 au 30 avril 2017. Depuis 2009, elle est présidente des Verts haut-valaisans.
Le 23 novembre 2020, sa candidature au Conseil d'État valaisan est confirmée par l'assemblée générale des Verts valaisans qui s'est tenue en ligne. Elle se présente ainsi sur une liste commune avec Magali Di Marco, verte du Chablais, et Mathias Reynard, conseiller national socialiste. Lors des élections qui se tiennent en mars 2021, Brigitte Wolf et Magali Di Marco terminent en septième et huitième places et renoncent à se présenter au second tour.

## Palmarès

### Course d'orientation
Brigitte Wolf remporte la médaille de bronze en 1997 en relais, puis en 2003, en tant que membre de la société Suisse, elle remporte la médaille d'or aux Championnats du Monde en relais ,. En 2003, elle remporte la médaille de bronze en longue distance au Championnat du Monde.
| Championnats du monde | Sprint | Moyen | Long | Relais |
| --------------------- | ------ | ----- | ---- | ------ |
| Skövde 1989           |        |       | 27e  |        |
| Marianske Lazne 1991  |        |       | 20e  | 6e     |
| West Point 1993       |        | 15e   | 18e  | 5e     |
| Detmold 1995          |        |       | 20e  | 4e     |
| Grimstad 1997         |        | 8e    | 12e  | 3e     |
| Inverness 1999        |        | 51e   | 9e   | 5e     |
| Tampere 2001          |        |       | 23e  |        |
| Rapperswil 2003       |        | 9e    | 3e   | 1re    |

| Championnats d'Europe | Sprint | Moyen | Long | Relais |
| --------------------- | ------ | ----- | ---- | ------ |
| Truskawez 200         |        | 41e   | 2e   | 4e?    |
| Sümeg 2002            | 8e     | 2e    | 4e   | 2e     |

| Jeux mondiaux | Individuel | Relais |
| ------------- | ---------- | ------ |
| Akita 2001    | 15e        | 7e     |

| Coupe du monde | Coupe du monde |
| -------------- | -------------- |
| 1988           | 45e            |
| 1990           | 18e            |
| 1992           | 13e            |
| 1994           | 21e            |
| 1996           | 16e            |
| 1998           | 13e            |
| 2000           | 5e             |
| 2002           | 10e            |

### Ski alpinisme
- 2004 : 5e, à la Patrouille des Glaciers avec Lucie Näfen et Nathalie Etzensperger[10]
- 2010 : 10e, à la Patrouille des Glaciers avec Andrea Salzmann et Bernarda Henzen[11]

### Athlétisme
Elle remporte le semi-marathon d'Aletsch en 2003.

## Annexe

### Articles
- (de) Jürg Sigel, « Brigitte Wolf – engagiert, aber OL ist in den Hintergrund », Südostschweiz,‎ 3 janvier 2012 (ISSN 1424-7518, lire en ligne)